# Dorcadion marinae
Dorcadion marinae là một loài bọ cánh cứng trong họ Cerambycidae.